# Selecció de futbol d'Espanya sub-21
La selecció de futbol d'Espanya sub-21 és l'equip format per jugadors amb nacionalitat espanyola que representa la Reial Federació Espanyola de Futbol a les competicions oficials organitzades per la FIFA i la UEFA de la categoria sub-21.

## Resultats internacionals

### Resultats al campionat sub-23 de la UEFA
A l'edició de 1969 Espanya va ser escollida aleatòriament per jugar contra Iugoslàvia pel títol a un partit:
- 18 de juny de 1969: Iugoslàvia 3-0 Espanya
- 1972: No es classificà.
- 1974: No hi participà.
- 1976: No hi participà.

### Resultats alCampionat sub-21 de la UEFA
| Any   | Ronda                          | PJ  | G   | E* | P  | GF  | GC  |
| ----- | ------------------------------ | --- | --- | -- | -- | --- | --- |
| 1978  | Fase de classificació          | 4   | 2   | 0  | 2  | 5   | 8   |
| 1980  | Fase de classificació          | 4   | 1   | 2  | 1  | 4   | 2   |
| 1982  | Quarts de final                | 6   | 5   | 0  | 1  | 14  | 5   |
| 1984  | Sub-Campions                   | 10  | 5   | 2  | 3  | 11  | 11  |
| 1986  | Campions                       | 10  | 7   | 1  | 2  | 18  | 9   |
| 1988  | Quarts de final                | 8   | 4   | 2  | 2  | 10  | 4   |
| 1990  | Quarts de final                | 6   | 4   | 0  | 2  | 5   | 4   |
| 1992  | Fase de classificació          | 7   | 3   | 2  | 2  | 6   | 5   |
| 1994  | Tercera posició                | 12  | 9   | 2  | 1  | 21  | 9   |
| 1996  | Sub-Campions                   | 14  | 10  | 3  | 1  | 34  | 14  |
| 1998  | Campions                       | 11  | 10  | 1  | 0  | 21  | 6   |
| 2000  | Tercera posició                | 14  | 11  | 3  | 0  | 31  | 7   |
| 2002  | Eliminatòries de classificació | 10  | 6   | 1  | 3  | 15  | 9   |
| 2004  | Eliminatòries de classificació | 10  | 6   | 2  | 2  | 17  | 5   |
| 2006  | Fase de classificació          | 10  | 6   | 2  | 2  | 37  | 8   |
| 2007  | Eliminatòries de classificació | 4   | 2   | 1  | 1  | 8   | 4   |
| 2009  | Fase de grups                  | 13  | 10  | 1  | 2  | 27  | 7   |
| 2011  | Campions                       | 15  | 12  | 2  | 1  | 31  | 8   |
| 2013  | Campions                       | 15  | 14  | 1  | 0  | 47  | 5   |
| Total | 12/18                          | 183 | 127 | 28 | 28 | 362 | 130 |

*Es consideren partits empatats aquells que s'han decidit en una tanda de penals.
- Amb fons daurat indica que ha finalitzat primer, el fons platejat indica la segona posició i el fons bronzejat indica que ha finalitzat tercer.
- El requadre vermell indica que Espanya va acollir el torneig.